# Friedrich Ludwig Dülon
 (mars 2014).
Si vous disposez d'ouvrages ou d'articles de référence ou si vous connaissez des sites web de qualité traitant du thème abordé ici, merci de compléter l'article en donnant les références utiles à sa vérifiabilité et en les liant à la section « Notes et références ».
Friedrich Ludwig Dülon, né le 14 août 1769 à Oranienbourg (Brandebourg) et mort le 7 juillet 1826 à Wurtzbourg est un des plus grands flûtistes de la deuxième moitié du XVIIIe siècle.
Il fut en relation étroite avec Carl Philipp Emanuel Bach et Mozart. Il a inspiré à Mozart le personnage de Tamino dans l'opéra La Flûte enchantée.

## Biographie
Friedrich Ludwig Dülon est né le 14 août 1769 à Oranienbourg (Marche de Brandebourg), d'une famille originaire de France. Une ophtalmie dont il fut atteint à l'âge de six mois, et qui fut mal traitée, le priva pour toujours de l'usage de la vue. 
En 1778, il alla écouter le flûtiste non voyant Joseph Winter. Le jeu de Winter l'incita à étudier la flûte. Son père, qui était inspecteur de l'accise, était un élève de Johann Joachim Quantz. Il lui enseigna à jouer de cet instrument.
Après une année d'étude, Friedrich Ludwig Dülon jouait déjà la musique de chambre de Georg Philipp Telemann et Johann Joachim Quantz. Il était doué d'une mémoire exceptionnelle. Il revendique dans son autobiographie qu'il ne lui fallait qu'une heure pour mémoriser un concerto de Quantz ; trois pour l'un des grands concertos de Hoffmeister.
Dülon donne son premier récital public le 9 octobre 1781. À l'âge de treize ans, accompagné de son père, il entreprend une série de tournées. Il se produit en Allemagne, Autriche, Suisse, Hollande, Angleterre et Russie. En 1783, à Hambourg, il rencontre Carl Philipp Emanuel Bach. C.P.E Bach prit le jeune homme sous son aile pour quelques semaines, testa ses connaissances musicales, assista à ses concerts et lui donna des cours de composition.
En 1787, il donne des leçons de flûte au poète et philosophe Friedrich Hölderlin à Tübingen. En octobre 1790, tout comme Mozart, Dülon est à Francfort pour les festivités organisées autour du couronnement de Léopold II.
Le journal von und für Deutschland cita ainsi l'annonce du concert organisé à Francfort par Dülon : « Le doux, jeune et honnête Dülon, bénis des dieux de la musique, dont les yeux furent plongés dans la plus noire obscurité par le destin, mais qui dans sa poitrine reçut en échange le souffle divin, celui dont l'apparence gagne tous les cœurs et dont le son de flûte enchante les oreilles est présent dans votre ville ».
Le 26 mars 1791, Friedrich Ludwig Dülon reçoit un accueil triomphal pour son interprétation d'un concerto pour flûte et orchestre de Mozart au Burgtheater à Vienne, à cette époque il jouait une flûte en ébène avec quatre clefs en argent fabriquée par Johann Friedrich Boie à Göttingen.
Le 15 avril 1791, il donna un second concert à Vienne, au Theater auf der Wieden, le théâtre de la troupe d'Emanuel Schikaneder. À cette occasion, il partagea la scène avec Josepha Hofer (la première Reine de la Nuit) et Franz Gerl (le premier Zarastro).
En 1796, il alla à Saint-Pétersbourg, où il obtint le titre de musicien de l'empereur de Russie. De retour en Allemagne vers 1800, il se fixe à Stendal, dans la région de Marienbourg.
Le 20 mars 1803, Dülon donne une Académie à Vienne, avec au programme de la musique de chambre de Ludwig van Beethoven. 
C'est en 1808 qu'il publie son autobiographie sous le titre Dulons des blinden flötenspielers Leben und Meynungen, von ihm selbst bearbeitet , édité par Christoph Martin Wieland à l'aide d'un alphabet en relief et mobile que Mr Wolke, directeur d'une école primaire à Dresde, avait inventé pour lui. 
Il meurt à Wurtzbourg le 7 juillet 1826. 

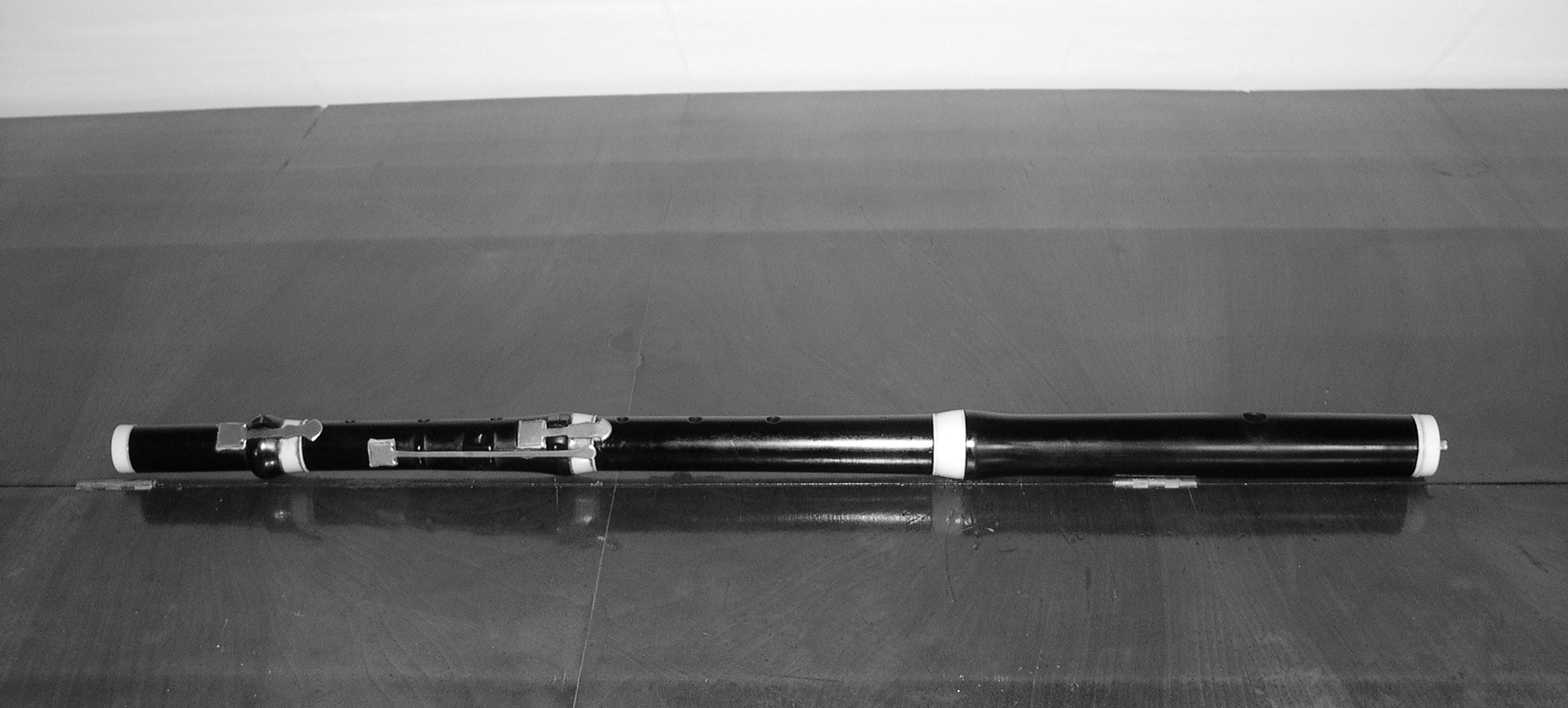
Flûte traversière de Johann Friedrich Boie (c.1789) avec la longue clef de fa de Friedrich Ludwig Dülon

## Catalogue des œuvres
Würzburg
- Six duos pour flûte et violon opus 1
- Thème et variations pour flûte et violon opus 2
- Onze caprices pour flûte solo et trois caprices pour deux flûtes opus 4
- Trois duos pour deux flûtes opus 5
- Trois duos pour flûte et alto opus 6
- Concerto en sol majeur pour flûte avec accompagnement de l'orchestre opus 8